# Angela Alonso
Angela Alonso (Nhandeara, 22 de maio de 1969) é uma socióloga, pesquisadora e professora universitária brasileira.
Suas pesquisas se concentram na investigação das relações entre cultura e ação política e dos movimentos políticos e intelectuais. É uma das maiores autoridades sobre Joaquim Nabuco e movimento abolicionista brasileiro.

## Biografia
Angela Maria Alonso nasceu em 22 de maio de 1969, em Ida Iolanda, distrito de Nhandeara.

### Formação
Graduou-se em Ciências Sociais em 1990, pela Universidade de São Paulo. Seu mestrado foi defendido em 1995 na mesma instituição, sob orientação de Sedi Hirano. Sua dissertação Positivismo: uso tópico - O projeto civilizatório de Luis Pereira Barreto, já tratava do tema principal de suas pesquisas: movimentos intelectuais, neste caso sobre o positivismo. Esse trabalho em específico teve forte influência de Roberto Schwarz. Realizou seu doutoramento em Sociologia, também, pela Universidade de São Paulo, com um período sanduíche na Universidade Columbia. Sua tese Idéias em Movimento: A geração 70 na crise do Brasil-Império, foi defendida em 2000, sob orientação de Brasilio Sallum Jr. e Charles Tilly.
Realizou pós-doutoramento pela Universidade Yale.

### Atuação
Assumiu o cargo de professora do Departamento de Sociologia, da Universidade de São Paulo, em 2003. É professora titular desde 2019. Anteriormente atuou como professora da Escola de Sociologia e Política de São Paulo, entre 1999 e 2002.
É pesquisadora associada a Cebrap, já atuou como diretora científica (2012 - 2015) e presidente (2015 - 2019) da instituição.
É colunista da Folha de S. Paulo.

## Homenagens
Por suas pesquisas recebeu prêmios da CNPq / Anpocs, em 2001, e da Fundação John S. Gugggenheim, em 2009. Também rebeceu o Prêmio Jabuti de Ciências Humanas pela Câmara Brasileira do Livro, e o Prêmio Senador José Ermírio de Moraes pela Academia Brasileira de Letras, ambos em 2016.

## Obras
Participou, entre muitas outras obras, do Dicionário da República: 51 textos críticos, organizado pela Lilia Moritz Schwarcz e Heloisa Starling; do Dicionário da escravidão e liberdade, organizado pela Lilia Moritz Schwarcz e Flávio dos Santos Gomes; do O Brasil Imperial. Volume III (1870-1889), organizado pelo Ricardo Salles e Keila Grinberg; e do Um Enigma chamado Brasil: 29 intérpretes e um país, organizado pela Lilia Moritz Schwarcz e André Botelho.

### Livros
- Treze: A política de rua de Lula a Dilma. São Paulo: Companhia das Letras, 2023.[10]
- Democracia em Risco? São Paulo: Companhia das Letras, 2018.[10]
- Flores, votos e balas: o movimento abolicionista brasileiro (1868-1888). São Paulo: Companhia das Letras, 2015.[10]
- Joaquim Nabuco - Os salões e as ruas. São Paulo: Companhia das Letras, 2007.[10]
- Idéias em movimento: a geração 1870 na crise do Brasil-Império. São Paulo: Paz & Terra, 2002. Traduzida para o francês pela Le Poisson Volant em 2015.[10]

### Organização
- 1964: do golpe à democracia. São Paulo: Hedra, 2015. Conjuntamente a Miriam Dolhnikoff.[11]
- Joaquim Nabuco na República. São Paulo: HUCITEC / FAPESP, 2012. Conjuntamente a K. D. Jackson.[12]